# Mogi Mirim
Mogi Mirim este un oraș în São Paulo (SP), Brazilia.